# Marge Champion
Marge Champion, született Marjorie Celeste Belcher (Los Angeles, Kalifornia, 1919. szeptember 2. – Los Angeles, 2020. október 21.) Primetime Emmy-díjas amerikai táncos, színésznő.

## Filmjei
Színészként
- Delinquent Parents (1938)
- Honor of the West (1939)
- Tánc a föld körül (The Story of Vernon and Irene Castle) (1939)
- All Women Have Secrets (1939)
- Mr. Music (1950)
- A Revü hajó (Show Boat) (1951)
- Öröm ránézni (Lovely to Look At) (1952)
- Everything I Have Is Yours (1952)
- Give a Girl a Break (1953)
- Jupiter's Darling (1955)
- Estély habfürdővel (The Party) (1968)
- Az úszó ember (The Swimmer) (1968)
- The Cockeyed Cowboys of Calico County (1970)
- Tökös csaj (The Hot Chick) (2002)
- Felforgatókönyv (Stranger Than Fiction) (2006)

Koreográfusként
- Delinquent Parents (1938)
- Queen of the Stardust Ballroom (1975, tv-film)
- A sáska napja (The Day of the Locust) (1975)
- The Awakening Land (1978, tv-film)
- Ike (1979, tv-film)
- Mégis, kinek az élete? (Whose Life Is It Anyway?) (1981)
- I Do! I Do! (1983, tv-film)

## Díjai
- Primetime Emmy-díj (1975, koreográfia, Queen of the Stardust Ballroom)

## További információ
- Marge Champion a PORT.hu-n (magyarul)
- Marge Champion az Internetes Szinkronadatbázisban (magyarul)
- Marge Champion az Internet Movie Database-ben (angolul)
- Marge Champion a Rotten Tomatoeson (angolul)